# Hönir

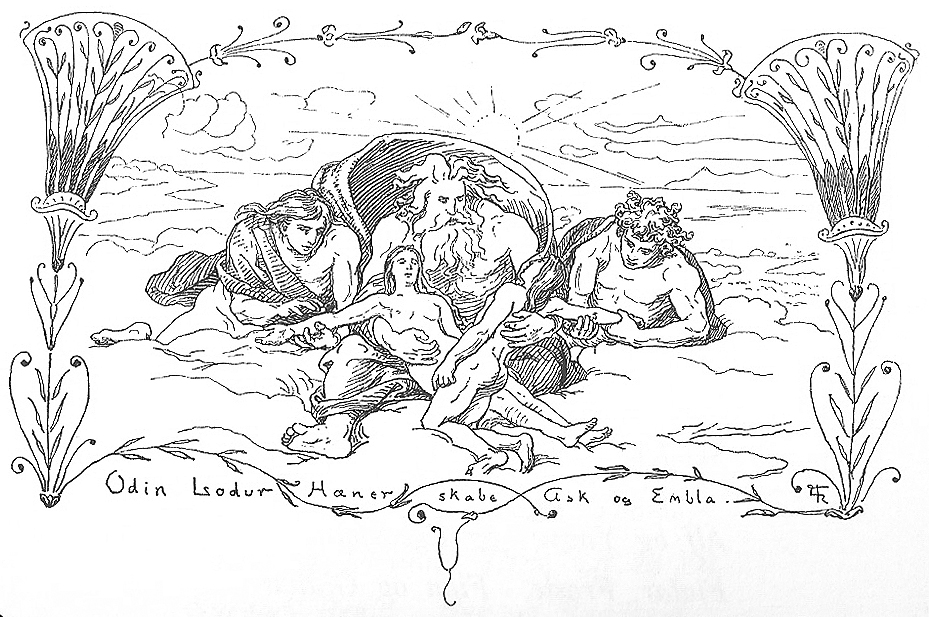
Odin, Lodur és Hönir megteremtik az első embereket

Hönir (Höner) a skandináv mitológia egyik alakja, aki néhányszor útbaigazítja Odint.

## Szerepe az Eddában
Hönir A völva jövendölése ének (Edda) szerint részt vesz az Ask és Embla megteremtésében, Odinnal és Lodurral.
Az Eddában ezt írták erről:

Lelkük nem lélegzett,

szavuk nem szólalt,

maguk nem moccantak,

ép színük elapadt.

Lett lélegzetük Ódintól,

szavuk szólalt Hőnirtől,

Lódurtól meglódultak

s ép színük éledt."

Szintén az Eddában áll, hogy Hönir egyike azon isteneknek, akik túlélik a Ragnarököt. A Snorre Sturlasson teremtési verziójában Hönir és Lodur helyett Odin testvérei, Vili és Vé szerepelnek.
Az Ynglingek története Hönirt egy atlétatermetű, nagyon szép férfinek írja le. Ugyanitt mesélik el, hogy az Ázok Hönirt küldték el a béke zálogaként a Vánokhoz, amikor a két isten-nemzetség egy hosszú háborúskodás után békét kötött. Vezetőnek a bölcs Mimirt adták mellé az istenek. A vánok új vezérüknek Hönirt választották. Egy idő után rájöttek, hogy Hönir elég együgyű és mindig Mimirhez fordul, amikor valami határozatot kellett hozni. A vánok kezdtek gyanakodni, hogy az ázok becsapták őket a túszcserénél s ezért megtorlásként lefejezték Mimirt.

## Értelmezések
Egy régebbi elmélet szerint Hönir a gólyaimádással van kapcsolatban. Ő az az isten, aki új életet ad, ami megfelel a későbbi germán néphitnek, hogy az újszülötteket a gólya hozza. A elmélet szerint Hönir maga is egy gólya, vagy pedig a gólyák megszemélyesítése, illetve istene. Az elmélet etimológiai magyarázata az, hogy az ó-germán szó „hehōniaz” annyit jelent, hogy „gólya”. Egy másik etimológiai értelmezés szerint a név a görög χυχνος (hattyú) szó átvétele az ó-germán hohnijas, aminek „hattyúszerű” a jelentése.

## Fordítás
- Ez a szócikk részben vagy egészben  a   Höner című svéd Wikipédia-szócikk fordításán alapul.  Az eredeti cikk szerkesztőit annak laptörténete sorolja fel. Ez a jelzés csupán a megfogalmazás eredetét és a szerzői jogokat jelzi, nem szolgál a cikkben szereplő információk forrásmegjelöléseként.
- Ez a szócikk részben vagy egészben  a   Hœnir című angol Wikipédia-szócikk fordításán alapul.  Az eredeti cikk szerkesztőit annak laptörténete sorolja fel. Ez a jelzés csupán a megfogalmazás eredetét és a szerzői jogokat jelzi, nem szolgál a cikkben szereplő információk forrásmegjelöléseként.